# Sjögurkor
Sjögurkor (Holothuroidea) är en klass i stammen tagghudingar.
De avskiljer sig mest från de typiska tagghudingarnas habitus. De saknar ett fullständigt hudskelett och har istället bara rester av ett sådant i form av små ankare eller skivor. Huden är däremot utrustad med kraftig muskulatur. Kroppens huvudaxel, som går genom mun och analöppning, är starkt förlängd och vid flyttningen parallell med underlaget och inte som hos andra tagghudingar lodrät mot detsamma. På detta sätt har en betydlig rubbning av den radiala symmetrien utbildats. Man kan skilja på en mer eller mindre platt buksida och en mera välvd, ofta mörkare ryggsida. Sugfötterna är ibland ordnade i fem radiala längsrader eller fördelade över hela kroppen. Hos några arter är endast buksidan utrustad med en sugskiva. Hos andra saknas sugfötter fullständigt.

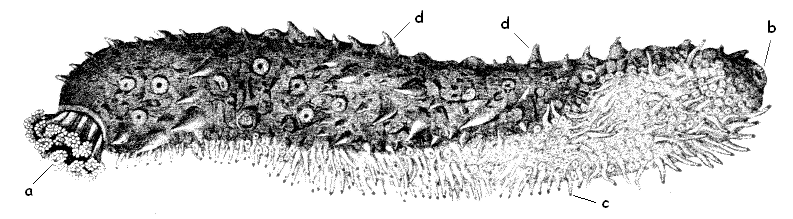
Holothuria tubulosa (a - tentakler, b - analöppning, c - sugfötter på buksidan, d - papiller på ryggsidan)

Omkring munöppningen finns en krans av tentakler, som är ihåliga och står i förbindelse med vattenkärlsystemet. Tarmkanalen är längre än huvudaxeln och bildar en stor slang. I ändtarmen mynnar en eller två så kallade vattenlungor. Dessa förgrenade säckar tjänstgör som andningsorgan. De andas alltså genom att dra in vatten genom anus och sedan pressa ut det. Ett flertal fiskarter och andra smådjur har även för vana att söka skydd inuti sjögurkan och parasitera på den.
Sjögurkorna utmärks genom stark regenerationsförmåga. Är de utsatta för större retning av ett eller annat slag, kastar de ut samtliga inälvor genom munnen. Under gynnsamma förhållanden är de i stånd att mer eller mindre fullständigt ersätta de så förlorade organen. Sjögurkorna livnär sig i första hand genom att svälja sand och gyttja och uppta den organiska substans som finns däri. De kan också fånga plankton och mindre organismer med hjälp av tentaklerna kring munöppningen.